# Anna Malle
Anna Malle (Havana, Illinois; 9 de septiembre de 1967 - Las Vegas, Nevada; 25 de enero de 2006) fue una actriz pornográfica estadounidense. Destacó por su prolífica carrera ya que llegó a rodar más de 400 películas.

## Biografía
Se inició en el mundo del porno en 1994 con la película "Dirty Debutantes", Vol. 37, con Ed Powers. En sus primeras actuaciones ya dio muestras de lo que serían sus señas de identidad en el cine X : energía y entusiasmo a raudales.
Fue frecuente verla actuando al lado de Hank Armstrong, su marido o de Nina Hartley con la cual le unía una gran amistad.
En 2005, tras once años de carrera anunció su retirada.
Falleció a causa de un accidente de tráfico, el 25 de enero de 2006 cuando circulaba por una carretera de Las Vegas. No llevaba puesto el cinturón de seguridad.

## Premios
- 2007 : XRCO Premio homenaje (Póstumo)
- 2013 : Salón de la fama de AVN (Póstumo)[4]